# Bazyli Antoni Maria Moreau
Bazyli Antoni Maria Moreau, właśc. fr. Basile–Antoine Moreau (ur. 11 lutego 1799 w Laigné-en-Belin, zm. 20 stycznia 1873 w Le Mans) – założyciel Zgromadzenia Świętego Krzyża (Bracia Świętego Krzyża, CSC), błogosławiony Kościoła rzymskokatolickiego.
Urodził się wielodzietnej rodzinie, jego rodzice byli rolnikami. W 1821 roku otrzymał święcenia kapłańskie, a w 1823 roku został mianowany profesorem seminarium. W 1840 roku zorganizował zgromadzenie zakonne Świętego Krzyża (łac. Congregatio a Sancta Cruc), które powstało z połączenia założonej przez Bazylego wspólnoty księży (1835) i zgromadzenia Braci św. Józefa powierzonego mu przez biskupa. Zgromadzenie zostało zatwierdzone przez papieża Piusa IX w 1857 roku. W 1860 stawiane mu zarzuty złego kierowania wspólnotą, skłoniły Bazylego do zrzeczenia się z funkcji przełożonego generalnego zgromadzenia i osiedlenia się w Le Mans.
Bazyli zmarł 20 stycznia 1873 roku w opinii świętości.
Został beatyfikowany przez Benedykta XVI w dniu 15 września 2007 roku.